# Searx
Searx est un métamoteur de recherche libre, disponible sous licence publique générale Affero version 3, ayant pour but de protéger la vie privée de ses utilisateurs. Searx s'est inspiré du projet Seeks. Contrairement à ce dernier cependant, il ne dispose pas de possibilité de retransmettre les résultats en pair-à-pair. L'auteur principal pense que ça peut être un risque de fuite d'informations personnelles (les informations recherchées).
Searx peut être utilisé au travers d'une instance publique mais il peut aussi être installé pour disposer de sa propre instance. De nombreuses instances publiques sont à disposition, Framasoft en propose une liste alternative depuis la fermeture de son propre service. Il est assez léger pour être installé sur un ordinateur monocarte du type Raspberry Pi.
Le projet SearX n'est plus maintenu depuis septembre 2023, à la place, son fork nommé SearXNG (anglais : New Generation), créé en 2021, le remplace,.

## Fonctionnement
Searx assure la confidentialité de base en mélangeant les requêtes avec des recherches sur d'autres plates-formes sans en stocker les données. Les requêtes sont effectuées en utilisant une requête POST par défaut (il est possible d'utiliser le GET en modifiant ses préférences) sur chaque navigateur (sauf Chrome). Par conséquent, elles ne figurent ni dans les journaux du système, ni dans l'historique des URL consultées. Dans le cas des utilisateurs de Chrome, il y a une exception, Searx utilise la barre de recherche pour effectuer des requêtes GET. Searx peut être ajouté à la barre de recherche de votre navigateur et peut donc être défini comme moteur de recherche par défaut .
Il comporte plusieurs rubriques plus ou moins spécialisées ; général, fichiers, images, informatique (donnant des réponses à des questions sur les technologies de l'information depuis des sites d'aide et plus généralement spécialisés, des codes sources depuis différents forges git, etc.), carte (cartographie, via OpenStreetMap et Photon), musique, actualités, science (parcourant différentes bases universitaires et proposant différant moteurs de DOI, dont par défaut oadoi.org mettant en avant les contenus en accès libre), réseaux sociaux et enfin, vidéos.
Pour chacune de ces rubriques, il est possible de sélectionner plusieurs sources ou de les restreindre.
Les résultats des recherches sont affichés avec des extraits ou des cartes via Leaflet, dans le cas de la cartographie, et peuvent être également téléchargés au format CSV, JSON ou RSS.
Il existe une interface d'administration web d'instance Searx, développée par les principaux auteurs de Searx, disponible sous forme de projet séparé. Le but étant de gérer le fichier de configuration via une interface graphique.